# Proton Edar Sdr Holding
Proton Edar Sdr Holding — крупнейший малайзийский национальный производитель автомобилей. Изначально модели создавались путём модернизации автомобилей Mitsubishi. Со второй половины 1990-х годов компания разрабатывает и оригинальные модели.

## История

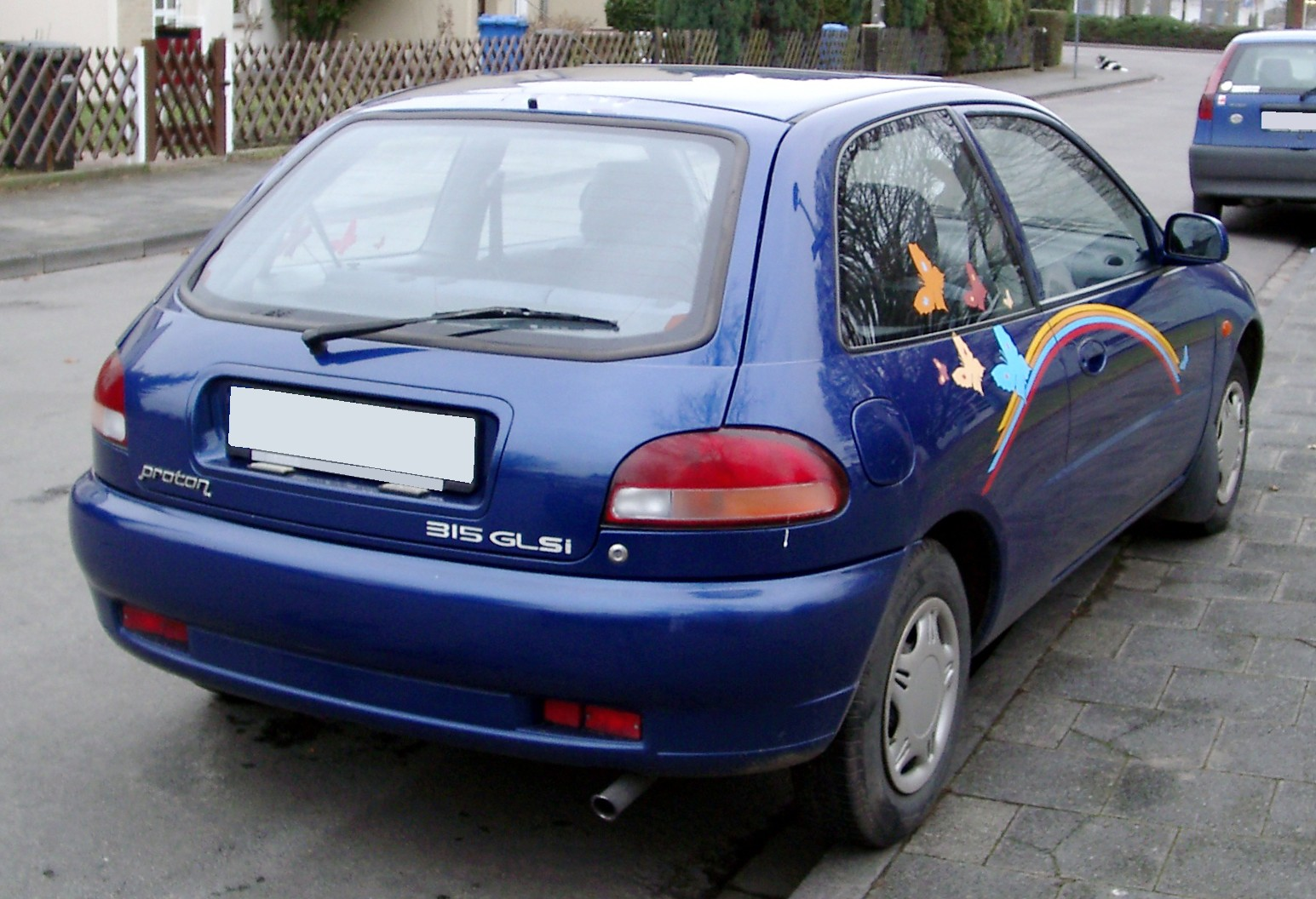
Proton 315GLSi

Производство автомобилей компанией началось в 1985 году, когда по лицензии Mitsubishi Motors был налажен выпуск модели Proton Saga, представлявшей собой перелицованный Mitsubishi Lancer образца 1983 года. Завод компании располагался в Шах Аламе, провинция Селангор. К 1989 году был выпущен 100000 Proton Saga. Первоначально автомобили собирались в Малайзии из импортных комплектующих, но постепенно происходила локализация производства.
Логотипом компании являлся полумесяц и четырнадцатиконечная звезда. Только в конце 90-х годов Proton получил новый логотип в виде стилизованной головы тигра и надписи «Proton».
Первые 10 лет компания выпускала автомобили на основе моделей Mitsubishi. В 1996 году Proton приобретает контрольный пакет акций британской Lotus Cars. После чего инжиниринговое подразделение Lotus приступило к разработке автомобилей для выпуска на малайзийских заводах. К этому процессу также был привлечён ряд сторонних компаний. Итогом этой работы стал седан Waja – первая модель самостоятельная разработка компании. В 2004 году была запущена в серию новая оригинальная модель GEN2 на заводе в Танчунг-Малим. Эта модель разрабатывалась в том числе и для европейского рынка.
3 августа 2008 года Proton выпустил свой 3-х миллионный автомобиль. Им стала модель Saga второго поколения. В 2002 году в Малайзии Proton обладал рыночной долей в 60%. К 2005 году этот показатель сократился до 30%. Прогнозируется дальнейшее снижение доли компании на внутреннем рынке в связи со снижением импортных пошлин на автомобили в Малайзии. В конце 2010 года Proton выкупает команду Renault F1 Team.

## Экспорт
Помимо внутреннего рынка продукция компании идёт на экспорт, хотя это направление продаж на данный момент развито слабо. Европейские продажи ограничиваются Великобританией. Вместе с Турцией и Кипром продажи в Европе автомобилей Proton составили в 2007 году 3511 единиц. В планах компании выход на рынок стран Центральной и Восточной Европы.
Также автомобили экспортируются в страны Юго-Восточной Азии. В июле 2007 года компания заключила соглашение с Youngman Automobile Group Ltd. Co. На поставку ежегодно 30 тысяч автомобилей GEN2, которые Youngman будет реализовывать на территории Китая под собственной маркой EuropeStar.
Также автомобили экспортируются в Новую Зеландию и Австралию. Компания планировала поставки в США, но из-за необходимости внесения большого числа технических изменений для соответствия американским техническим стандартам эти планы не были реализованы.
В России марка представлена очень небольшим количеством автомобилей, ввезеных путём серого импорта. Официально автомобили Proton в Россию никогда не поставлялись.

## Компания сегодня
На сегодняшний день модельный ряд компании состоит из 8 моделей. Общий объём производства на 3 заводах в Малайзии составил в 2010 году 172,4 тыс. автомобилей (рост на 12,7%).

## Собственники
Первоначально, 47% акций компании принадлежит государству. В 2007 году шли переговоры о приобретении контрольного пакета акций компании немецким Volkswagen, но переговоры были прерваны. С 2017 году 49,9% акций принадлежат китайскому автоконцерну Geely Automobile